# Estadio Bo
El Estadio Nacional (en inglés: Bo Stadium)  es un estadio de nueva construcción y de usos múltiples ubicado en la localidad de Bo, en el país africano de Sierra Leona. El estadio tiene una capacidad de 25.000 espectadores (todos sentados), lo que lo convierte en el segundo estadio más grande en Sierra Leona después del estadio nacional en la capital Freetown. El estadio fue proyectado y construido por contratistas chinos. Se utiliza sobre todo para los partidos de fútbol y es el estadio habitual de los clubes de la Liga Premier de Sierra Leona, Bo Rangers y Nepean Stars.